# يوكي ماسدا
يوكي ماسدا (増田裕生 ماسدا يوكي) هو ممثل ياباني ولد في 12 سبتمبر 1979 في طوكيو.

## أدواره في الأنمي

### مسلسلات أنمي تلفزيونية
- يوغي GX - باستون ميساوا
- سونيك X - الحرباء إسبيو
- أمير التنس - ماساهارو نيو
- أمير التنس الجديد - ماساهارو نيو
- آيشيلد 21 - ريكو كايتاني
- نبضات الملاك! - فوجيماكي
- كاتيكيو هيتمان ريبورن! - G
- سنكو نو نايت رايد - كيوشي ميتاني
- بيرسونا ترينيتي سول - واتانابي
- كيكايشي - يوشيرو تاكيميتسو
- الدموع الحقيقية - جون إيسوروغي

## أدواره في ألعاب الفيديو
- سلسلة القنفذ سونيك
  - سونيك هيروز - الحرباء إسبيو
  - القنفذ شادو - الحرباء إسبيو
  - سونيك جينيريشنز - الحرباء إسبيو

## أدواره في الدبلجة اليابانية
- فارس وفادي - فادي
- بن 10 - كيفن 11

## وصلات خارجية
- يوكي ماسدا على موقع IMDb (الإنجليزية)
- يوكي ماسدا على موقع ميوزك برينز (الإنجليزية)
- يوكي ماسدا على موقع قاعدة بيانات الفيلم (الإنجليزية)
- يوكي ماسدا على موقع كينوبويسك (الروسية)
- يوكي ماسدا على موقع ANN person (الإنجليزية)